# Монгуш, Эзир-оол Сумуяевич
Монгуш Эзир-оол Сумуяевич (18 марта 1964, Солчур, Тувинская АССР — 8 ноября 2018) — ведущий актёр Национального музыкально-драматического театра им. В. Кок-оола Республики Тыва, Народный артист Республики Тыва (2009), заслуженный артист Республики Тыва (1998).

## Биография
Эзир-оол Монгуш родился 18 марта 1964 года в селе Арыг-Бажы Овюрского района Республики Тыва. Он со школьных лет проявлял большой интерес к искусству, принимал активное участие в школьных, районных и республиканских конкурсов и фестивалей. После окончания школы, в 1981 году, Эзир-оол Монгуш стал победителем отборочного конкурса среди молодых вокалистов и был приглашен артистом в Государственный ансамбль песни и танца «Саяны», где проработал до 1983 года. Будучи артистом-вокалистом ансамбля, Эзир-оол Монгуш проходит обучение на краткосрочных курсах в мастерской сольного пения при Ленинградском государственном институте культуры имени Н. Крупской.
В 1983 году поступает в Кызылское музыкальное училище. Во время учёбы в училище его отправили в Москву для обучения в Государственном музыкальном училище имени Гнесиных. В 1986 году успешно окончил по специальности «актер музыкальной комедии», поступил в труппу Тувинского музыкально-драматического театра имени В. Кок-оола. Он выделялся среди своих товарищей фактурой и самобытностью, обширной возможностью в области перевоплощения и актёрского мастерства, владея хорошим баритоном, выступал в музыкальных спектаклях.
8 ноября 2018 года после тяжелой продолжительной болезни Монгуша Эзир-оола не стало.

## Роли
Он был одним из ведущих мастеров сцены национального музыкально-драматического театра Республики Тыва, задействованный почти во всех спектаклях. В течение тридцати с лишним лет работы он сыграл самые разнохарактерные роли.
- учитель балчыр Шагдырович в спектакле «Аржаан» в постановке Софии Гутманович, Евгения Мухина, Леонида Таубе[4]
- Кенден-Хуурак в спектакле «Хайыраан бот» В. Кок-оола
- Эфиоп в «Эзопе» Фигейредо
- Панталоне в спектакле «Слуга двух господ» К. Гольдони
- Чингисхан в исторической драме «Кто ты, Субедей?» Э. Мижита
- Самбажык в «Кара-Дагнын казыргызы» Э. Мижита
- Шоо-Бору в «Эгил, эжим, эгил!» А. Ооржака, Х. Шириин-оола
- Шпекин в «Ревизоре» Н. Гоголя
- Капаган-каган в «Культегин» Э. Мижита
- Микич Котрянц в комедии «Ханума»
- Мудрец в спектакле «Ходжа Насреддин»
- Монтекки из «Ромео и Джульетта»
- Виктор Джонсон из комедии «Бешеные деньги»
- Сарыг-Ашак в спектакле «Хайыраан бот» в постановке И. Исполнева, А. Куулар
- Даш-оол в комедии «Проделки Долумы»

Он проявил себя и актёром кино, создав неповторимый образ Сенгин-Чангы в художественном фильме «Шестьдесят беглецов», снятый Свердловской киностудией в 1991 году режиссёром Барасом Халзановым.

## Награды и звания
- член Тувинского регионального отделения Союза театральных деятелей Российской Федерации
- «Лучший исполнитель советских песен»
- «Заслуженный артист Республики Тыва» (1998)[5]
- «Народный артист Республики Тыва» (2009)[6]